# Stanisław Łucek
Stanisław Łucek (ur. 8 sierpnia 1922 w Bełczącu, zm. ?) – polski  działacz ruchu ludowego, polityk, poseł na Sejm PRL IX kadencji.

## Życiorys
Był żołnierzem Batalionów Chłopskich, działaczem Związku Młodzieży Wiejskiej RP „Wici”, radnym Gminnej Rady Narodowej i Wojewódzkiej Rady Narodowej w Białej Podlaskiej, członkiem Komisji Samorządowej Naczelnego Komitetu Zjednoczonego Stronnictwa Ludowego oraz członkiem centralnych władz Związku Hodowców i Producentów Trzody. W latach 1985–1989 pełnił mandat posła na Sejm PRL IX kadencji w okręgu Biała Podlaska z ramienia ZSL, zasiadając w Komisji Górnictwa i Energetyki oraz w Komisji Rolnictwa, Leśnictwa i Gospodarki Żywnościowej.

## Odznaczenia i tytuły
- Krzyż Kawalerski Orderu Odrodzenia Polski
- Złoty Krzyż Zasługi
- Medal 40-lecia Polski Ludowej
- Odznaka „Za zasługi dla Województwa Bialskopodlaskiego”
- Odznaka „Zasłużony Działacz Zrzeszenia Producentów Trzody Chlewnej”
- Odznaka „Zasłużony Pracownik Rolnictwa”